# Fülemüle
A fülemüle, más néven csalogány (Luscinia megarhynchos) a madarak (Aves) osztályának verébalakúak (Passeriformes) rendjébe, ezen belül a légykapófélék (Muscicapidae) családjába tartozó faj. A Magyar Madártani és Természetvédelmi Egyesület 1995-ben „Az év madarává” választotta.
Az egyik legismertebb énekesmadárfaj Magyarországon. Maga a fülemüle szó görög eredetű, egy Philoméla (Φιλομήλα) nevű ókori mitológiai személyre utal.

## Előfordulása
Európában, Kelet- és Közép-Ázsiában költ. A Kárpát-medencébe áprilisban jön, és szeptember közepéig marad, a telet Nyugat- vagy Közép-Afrikában tölti.

## Alfajai
- európai fülemüle Luscinia megarhynchos megarhynchos - Európa nyugati és középső része és onnan keletre Törökország középső részéig és a Közel-Keleten délre Jordánia déli részéig költ, a trópusi Afrikában telel
- kaukázusi fülemüle Luscinia megarhynchos africana - Törökország keleti része, a Kaukázus és Irán északi és délkeleti részén költ, Kelet-Afrikában telel
- keleti fülemüle Luscinia megarhynchos golzii - Irán keleti része, Türkmenisztán, Üzbegisztán, Kazahsztán, Mongólia délnyugati része és északnyugat-Kína területán költ és Kelet-Afrika part menti vidékein telel

## Megjelenése
Testhossza 16 centiméter, a szárnyfesztávolsága 23–26 centiméter, testtömege 17–24 gramm. Hasa, háta szürke, farka vörösesbarna. Torka világosszürke.

## Életmódja
A földön vagy bokrok tövén található rovarokkal, férgekkel, pondrókkal táplálkozik, így a kert- és termőföld-tulajdonosok segítője. Fogságban elpusztul.
A legzeneibben éneklő énekesmadár, a dal királyának is nevezik, az udvarló hímek hangja májusi éjszakákon zeng. Gégéje négy hangot képes egyidejűleg kiadni, zeneileg tökéletes akkordokat is énekel. A tojó nem énekel.

## Szaporodása
Erdők talajára készíti csésze alakú fészkét. Fészekalja 4–6 tojásból áll, melyen 13–14 napig kotlik.

## A kultúrában
- Mária-képeken és a mennyország ábrázolásain a lélek örök boldogság utáni vágyának megtestesítője. Éjjeli éneke miatt a szerelem és a vágy jelképének is tartják.
- Blaha Lujzát gyakran nevezik a nemzet csalogányának.
- A horvát 1 kunás érmének a fejoldalán található.
- Irodalmi alkotásokban – például Arany János, Petőfi Sándor, Tompa Mihály, Vörösmarty Mihály, Weöres Sándor műveiben – jelenik meg ez az énekesmadár. Ilyen Arany János A fülemile[2] című verse, mely egy kicsinyes szomszédi civakodást mutat be.

## Galéria

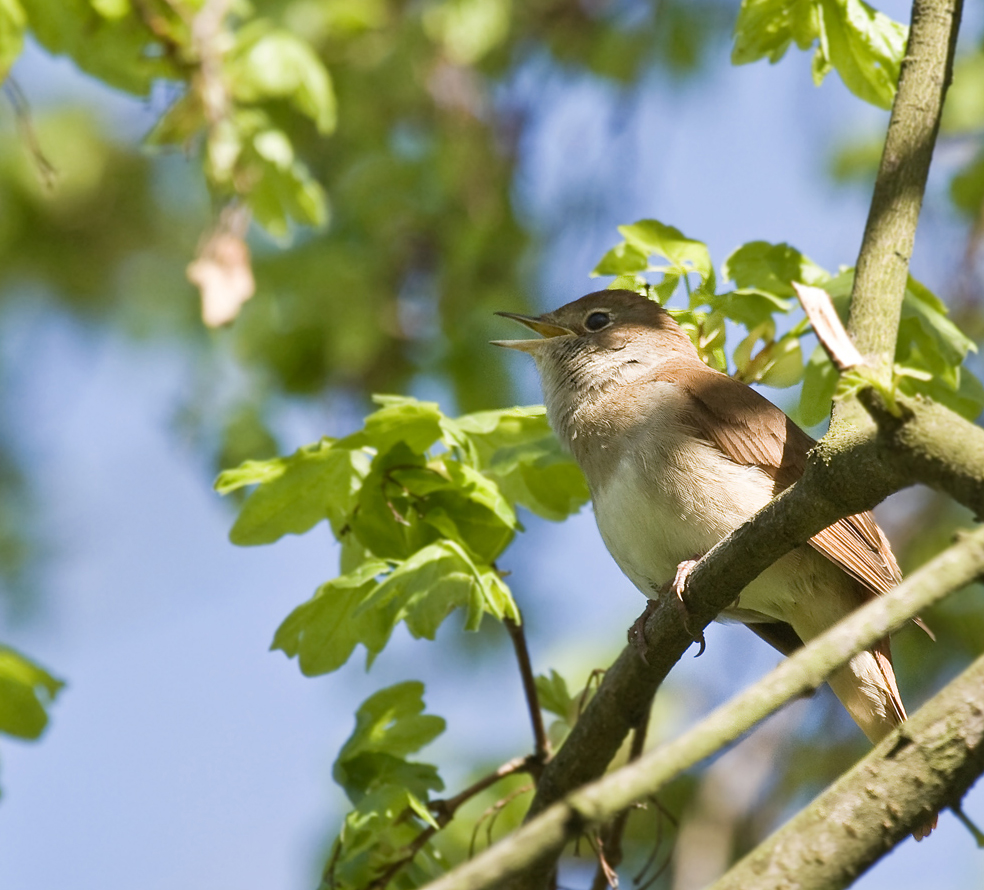
Fülemüle a lombok között
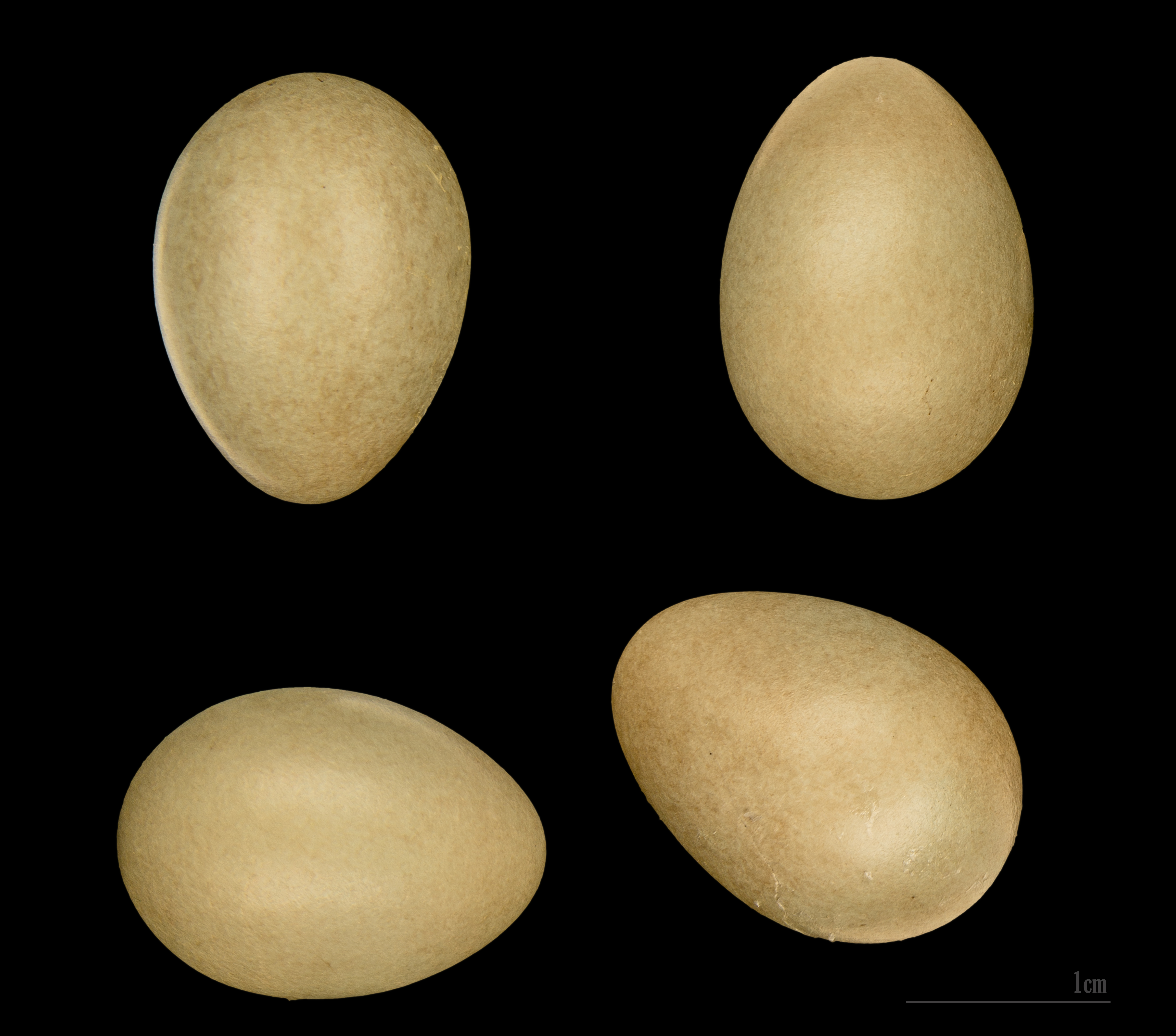
A fülemüle tojása